# Nižný Hrabovec
Nižný Hrabovec este o comună slovacă, aflată în districtul Vranov nad Topľou din regiunea Prešov, pe malul râului Ondava⁠(d). Localitatea se află la altitudinea de 126 m deasupra n.m., se întinde pe o suprafață de 11,29 km2 și în 2017 număra 1.653 de locuitori.

## Istoric
Localitatea Nižný Hrabovec este atestată documentar din 1357.

## Demografie
| An:                | 1994 | 2004    | 2014   | 2024   |
| ------------------ | ---- | ------- | ------ | ------ |
| Număr de persoane: | 1372 | 1611    | 1634   | 1570   |
| Diferență:         |      | +17,41% | +1,42% | −3,91% |

| An:                | 2023 | 2024   |
| ------------------ | ---- | ------ |
| Număr de persoane: | 1594 | 1570   |
| Diferență:         |      | −1,50% |